# Jörg Leichtfried
Jörg Leichtfried (ur. 18 czerwca 1967 w Bruck an der Mur) – austriacki polityk, z wykształcenia prawnik, poseł do Parlamentu Europejskiego VI, VII i VIII kadencji, deputowany krajowy, minister w rządzie regionalnym i federalnym.

## Życiorys
Ukończył w 1994 studia prawnicze na Karl-Franzens-Universität Graz. Pracował w izbie pracy w Styrii na stanowisku referenta prawnego, następnie był kierownikiem wydziału w administracji miejskiej w Bruck an der Mur. Wstąpił do Socjaldemokratycznej Partii Austrii. Od 1994 do 2000 był wiceprzewodniczącym jej organizacji młodzieżowej Junge Generation w Styrii, następnie do 2002 przewodniczącym zarządu federalnego partyjnej młodzieżówki.
W 2004 z listy socjaldemokratów uzyskał mandat posła do Parlamentu Europejskiego. Z powodzeniem ubiegał się o reelekcję w wyborach w 2009. W VII kadencji został członkiem grupy Postępowego Sojuszu Socjalistów i Demokratów oraz Komisji Transportu i Turystyki i Podkomisji Praw Człowieka. W 2014 został wybrany na kolejną kadencję Europarlamentu.
Mandat europosła złożył w czerwcu 2015 w związku z powołaniem na ministra transportu, środowiska, energii i sportu w regionalnym rządzie Styrii. W maju 2016 objął stanowisko ministra transportu, innowacji i technologii w federalnym gabinecie Christiana Kerna.
W wyborach w 2017 z ramienia Socjaldemokratycznej Partii Austrii został wybrany do Rady Narodowej XXVI kadencji. W grudniu tegoż roku zakończył pełnienie funkcji rządowej. W 2019 i 2024 z powodzeniem ubiegał się o poselską reelekcję. W marcu 2025 objął stanowisko sekretarza stanu w ministerstwie spraw wewnętrznych.